# Fotonaponska elektrana
Fotonaponska elektrana ili sunčeva fotonaponska elektrana je fotonaponski sustav koji ima mrežni sustav, a to znači da proizvedenu električnu energiju predaje u elektroenergetski sustav, za razliku od samostalnog ili otočnog sustava u kojima proizvedenu električnu energiju najčešće skladištimo u baterije ili akumulatore. Fotonaponske elektrane omogućuje izravnu pretvorbu sunčeve energije u električnu i predstavljaju jedan od najelegantnijih načina korištenja energije Sunca. Način rada fotonaponskog (FN) sustava zasniva se na fotonaponskom efektu. Osnovni elektronički elementi u kojima se događa fotonaponska pretvorba nazivaju se sunčani članci. U praktičnim su primjenama sunčani članci međusobno povezani u veće cjeline koje se zovu fotonaponske ploče ili fotonaponski moduli. Fotonaponske ploče osiguravaju mehaničku čvrstoću, te štite sunčane članke i kontakte od korozije i vanjskih utjecaja. Osim fotonaponskih ploča, FN sustav sastoji se od pretvarača (inverter), baterija za pohranu električne energije, regulatora punjenja baterija i dovoda energije potrošačima, zaštitnih uređaja, nosača modula i potrebnih električnih instalacija.
U naseljenim mjestima električna mreža je svugdje izgrađena. Na tim položajima je moguće izgraditi mrežni sustav ili fotonaponsku elektranu, jer su zakonski oviri za tu mogućnost stvoreni. U Europi su tipični mrežni sustavi s takozvanim inteligentnim inverterom (pretvarač), koji uz veliku pogonsku sigurnost uključuje sustav na električnu mrežu. Karakteristika inteligentnog invertera je da električnu energiju koju proizvodi fotonaponski sustav, usklađuje s parametrima mreže. Druga karakteristika je da u slučaju nestanka električne energije isključuje sunčev sustav s mreže. Za to postoji više razloga ali prvenstveno sigurnosni, da pri mogućem održavanju električne mreže ne ugrožava radnike koji rade na mreži.
U današnje vrijeme sve je više fotonaponskih elektrana, koje višak proizvedene energije preko posebnog dvosmjernog brojila isporučuju u distribucijsku mrežu po poticajnoj cijeni. Za tu opciju potrebno je prethodno ishoditi rješenje o stjecanju statusa povlaštenog proizvođača i s operaterom tržišta sklopiti ugovor o otkupu električne energije. Ugovor se sklapa na razdoblje od 12 godina, a poticajna cijena za fotonaponske elektrane instalirane snage do uključivo 10 kW iznosi 3,40 kuna/kWh. Najveća prepreka za veču rasprostranjenost sunčanih elektrana je zasad osim visoke cijene investicije i dugotrajna procedura ishođenja dokumentacije.

## Mrežni fotonaponski sustavi
Mrežni fotonaponski sustavi koriste javnu mrežu kao spremnik i ne trebaju akumulatore, već u takozvanom interaktivnom režimu viškove danju za sunčanog vremena predaju mreži, a noću i u uvjetima manje insolacije iz mreže se pokrivaju manjkovi. Jedan od takvih sustava je „Solarni krov Špansko-Zagreb“, snage 7,14 kW, koji je pušten u rad u srpnju 2003., kao pilot projekat namijenjen za napajanje električnom energijom trošila u obiteljskoj kući i viškom električne energije predane u elektroenergetski sustav.
Postoje i pasivni sustavi koji rade na akumulatore, a javnu mrežu koriste samo kao pričuvni izvor, kada FN ploče ne mogu proizvesti dovoljne količine električne energije, ili primjerice kada su akumulatori prazni. Takvi sustavi se rjeđe susreću u praksi jer nisu ekonomski isplativi. U današnje vrijeme najisplativije rješenje su fotonaponske elektrane, koje višak proizvedene energije preko posebnog dvosmjernog brojila isporučuju u distribucijsku mrežu po poticajnoj cijeni.
Za tu opciju potrebno je prethodno ishoditi rješenje o stjecanju statusa povlaštenog proizvođača i s operaterom tržišta sklopiti ugovor o otkupu električne energije. Ugovor se sklapa na razdoblje od 12 godina, a poticajna cijena za sunčane elektrane instalirane snage do uključivo 10 kW iznosi 3,40 kuna/kWh. Najveća prepreka za veču rasprostranjenost sunčanih elektrana je zasad osim visoke cijene investicije i dugotrajna procedura ishođenja dokumentacije.

### Fotonaponski sustavi priključeni na javnu elektroenergetsku mrežu preko kućne instalacije
Tako priključeni fotonaponski sustavi na javnu mrežu preko kućne instalacije pripadaju distribuiranoj proizvodnji električne energije. Dakle, oni omogućuju povezivanje na sustave priključene uglavnom na niskonaponsku razinu elektroenergetskog sustava. U većini se zemalja Europske unije, s obzirom na instaliranu snagu, ovakvi fotonaponski sustavi mogu podijeliti do 30 kW, od 30 kW do 100 kW i preko 100 kW. Primjena ovih fotonaponskih sustava je njihova ugradnja na krovove građevina (kose ili ravne) ili ugradnja u fasade građevina. Za ugradnju većih fotonaponskih sustava na raspolaganju su velike kose ili ravne površine stambenih građevina, proizvodnih hala, športskih dvorana, ugostiteljskih objekta, parkirališne površine itd.
Usavršavanjem rada manjih fotonaponskih sustava počeli su se na građevinama ugrađivati i sustavi većih snaga i do 1 MW. Zanimljivi primjeri su zračna luka u Münchenu (Njemačka), s ugrađenim fotonaponskim pločama snage 475 kW i Vatikan, gdje će se nakon nedavne
ugradnje 2 400 fotonaponskih ploča, ukupne površine 5 000 m2 na krovištu dvorane „Nervi“ (koja služi za opće audijencije), godišnje dobivati oko 300 MWh električne energije.

### Fotonaponski sustavi izravno priključeni na javnu elektroenergetsku mrežu
Ovi sustavi su izravno priključeni na javnu energetsku mrežu i svu proizvedenu električnu energiju predaju u elektroenergetski sustav. Za njih je karakteristična veća snaga i uglavnom se ugrađuju na većim površinama, u blizini elektroenergetske mreže. Za ove sustave se može reći da predstavljaju prave sunčeve fotonaponske elektrane. Obično zahtijevaju od 30 do 40 m2 površine za jedan kW snage, što je oko tri do četiri puta više u odnosu na kristalne module ili šest puta više u odnosu na module tankog filma instalirane na kosim krovovima. S obzirom na instaliranu snagu ovi fotonaponski sustavi dijele se na one snage do 10 MW, od 10 MW do 30 MW i snage veće od 30 MW.
Jedna od najvećih sunčevih FN elektrana je trenutno sunčeva fotonaponska elektrana Sarnia (Ontario), u Kanadi, s instaliranom snagom od 80 MW izmjenične električne energije (97 MW istosmjerne električne struje), te godišnjom proizvodnjom 120 000 MWh. Druga je sunčeva fotonaponska elektrana Montalto di Castro u Italiji, s instaliranom snagom od 72 MW izmjenične električne energije (84 MW istosmjerne električne struje). Najveće fotonaponske elektrane u svijetu su:
| Fotonaponska elektrana | Država   | Koordinate                                    | Nominalna snaga (MWp) | Godišnja proizvodnja (GWh) | Opis                                         |
| ---------------------- | -------- | --------------------------------------------- | --------------------- | -------------------------- | -------------------------------------------- |
| Charanka               | Indija   | 23°54′N 71°11′E / 23.900°N 71.183°E           | 214                   |                            | Očekuje se do 500 MW.                        |
| Golmud                 | Kina     | 36°22′N 95°15′E / 36.367°N 95.250°E           | 200                   | 317                        | Completed October 2011                       |
| Agua Caliente          | SAD      | 32°57.2′N 113°29.4′W / 32.9533°N 113.4900°W   | 200                   |                            | Očekuje se 290 MW (AC), 348 MW (DC) do 2014. |
| Perovo                 | Ukrajina | 44°55′N 34°02′E / 44.917°N 34.033°E           | 100                   | 133                        | Završena 2011.                               |
| Sarnia                 | Kanada   | 42°56′N 82°20′W / 42.933°N 82.333°W           | 97                    | 120                        | U gradnji od 2009. do 2010.                  |
| Brandenburg-Briest     | Njemačka | 52°26′12″N 12°27′05″E / 52.43667°N 12.45139°E | 91                    |                            | Puštena u rad 2011.                          |
| Finow Tower            | Njemačka | 52°49′31″N 13°41′54″E / 52.82528°N 13.69833°E | 84.7                  |                            |                                              |
| Montalto di Castro     | Italija  | 42°21′N 11°35′E / 42.350°N 11.583°E           | 84.2                  |                            | U gradnji od 2009. do 2010.                  |
| Eggebek                | Njemačka | 54°37′46″N 9°20′36″E / 54.62944°N 9.34333°E   | 83,6                  |                            | Puštena u rad 2011.                          |
| Senftenberg            | Njemačka | 51°33′N 13°59′E / 51.550°N 13.983°E           | 82                    |                            | Završen II i III korak 2011.                 |

## Fotonaponske elektrane u Hrvatskoj
Kada je riječ o Hrvatskoj, prema podacima za Europu i ostatak svijeta, možemo zaključiti da je tržište sunčevom energijom tek u počecima razvoja. Prema podacima Hrvatskog operatera tržišta energije (HROTE) o povlaštenim proizvođačima s kojima HROTE ima sklopljen ugovor o otkupu električne energije, do početka veljače 2011 instalirano je 20 fotonaponskih elektrana, ukupne snage 408,48 kW. Prema podacima iz Pregleda projekata upisanih u Registar OIEKPP izdanima od strane Ministarstva gospodarstva, rada i poduzetništva registrirano je 126 fotonaponskih elektrana ukupne snage 53,93 MW. Kao i u svijetu, tako i u Hrvatskoj, poticaji i otkupna cijena električne energije imaju veliku ulogu u izgradnji novih sunčevih fotonaponskih elektrana. Otkupna cijena u Hrvatskoj se svake godine povećava.

### Fotonaponska elektrana Petrokov
14. lipnja 2012. je na južnim krovovima skladišta tvrtke Petrokov, u naselju Sveta Klara u Zagrebu, u pogon svečano pušten fotonaponski sustav ukupne snage 400 kW - trenutno najveća fotonaponska elektrana u Hrvatskoj. Investicija u projekt je iznosila 9 milijuna kuna, a povrat se očekuje za 9,5 godina. Na krovovima je ukupno postavljeno 3 000 m2 fotonaponskih ploča ukupne snage blizu 400 kWp. Sustav će proizvoditi oko 400 MWh električne energije godišnje, što je dovoljno za opskrbu 130 kućanstava. Radom ove elektrane će se godišnje uštedjeti 232 tone emisija stakleničkog plina CO2. Na svim krovovima, a ukupno ih je 7, prvo je postavljena podkonstrukcija na koju su postavljeni fotonaponske ploče. Postavljena je tzv. križna podkonstrukcija čime se dobilo s jedne strane na čvrstoći i pouzdanosti glede opterećenja, a s druge strane na odvođenju topline s donje strane fotonaponskih ploča, jer povišenje temperature negativno utječe na stupanj djelovanja fotonaponskih članaka. Fotonaponski sustav ima više od 2 000 fotonaponskih ploča, postavljenih pod kutom 25°, dok nazivna snaga jednog modula iznosi 185 Wp.
Fotonaponske ploče su sastavljeni od visokokvalitetnih monokristalnih silicijevih fotonaponskih članaka koji imaju stupanj djelovanja od 16,3%. Imaju jamstveni rok od 10 godina, nakon kojih im učinkovitost pada na 90%, a nakon 25 godina učinkovitost im pada na 80%. Fotonaponske ploče se spajaju serijski i na svakom krovu je postavljeno 297 komada fotonaponskih ploča. Ukupno se koristi 21 izmjenjivač istosmjerne u izmjeničnu struju, a nazivna snaga svakog izmjenjivača iznosi 17 kW. Izmjenična struja je dovedena do posebne transformatorske stanice.

### Fotonaponska elektrana Kukuljanovo
Fotonaponska elektrana Kukuljanovo se nalazi u Industrijskoj zoni Kukuljanovo (nedaleko Rijeke), a njena ukupna snaga je 282,94 kWp. Ukupna investicija za projekt prelazi 500 000 eura, a povrat investicije bi trebao biti u roku od 6 godina. Godišnja proizvodnja bi trebala biti oko 300 MWh. Za projekt se koriste 1 204 fotonaponskih ploča (svaka snage 235 W), a cijela elektrana se rasprostire na 2 000 m2. Osim ove elektrane investitor trenutačno gradi još veću fotonaponsku elektranu snage 315 kWp u gospodarskoj zoni Čaporice nedaleko Trilja.

### Fotonaponska elektrana Tehnix
Fotonaponska elektrana Tehnix se nalazi na krovu pogona poduzeća Tehnix d.o.o. u Donjem Kraljevcu. To je proizvodno poduzeće koje ima najveći tržišni udio u proizvodnji ekoloških proizvoda. U skladu sa svojom ekološkom usmjerenošću, odlučili su investirati u vlastitu fotonaponsku elektranu. Nazivna snaga elektrane je 104,96 kW.

### Fotonaponska elektrana Solektra
1. srpnja 2011. u Križopotju je uspješno okončan projekt izgradnje fotonaponske elektrane Solektra, koja je nedugo potom dobila i status povlaštenog proizvođača električne energije. Fotonaponska elektrana snage je 29,92 kW i ima dvoosno praćenje Sunca. Elektranu čine 4 sustava za praćenje Sunca (engl. tracker), 130 fotonaponskih ploča snage po 230 W i 3 izmjenjivača (invertera). Elektrana će godišnje proizvesti oko 45 MWh električne energije i smještena je na tlu.

### Fotonaponska elektrana Špansko
Fotonaponska elektrana Špansko ili solarni krov Špansko je prva fotonaponska elektrana priključena na elektroenergetsku mrežu u Hrvatskoj. Krov kuće je izrađen pod kutem od 30°, što je ujedno i nagib fotonaponskih ploča i sunčevih toplovodnih kolektora. Ukupna instalirana snaga fotonaponskog sustava je 9,59 kW. Taj sustav je pušten u pogon kao pilot projekt 4. srpnja 2003., u to doba s instaliranih 7,14 kW, a nadograđen je s dodatna 2,45 kW krajem 2008. Na krovu su također postavljeni sunčevi toplovodni kolektori površine 10 m2 za dobivanje toplinske energije (sunčev toplovodni sustav), a koja služi za pripremu potrošne tople vode i potporu grijanja prostora. Fotonaponski sustav je spojen na niskonaponsku mrežu HEP-ODS-a putem invertera (pretvarača), a cijeli je sustav potpuno automatiziran. U sklopu projekta izvršena je i dodatna toplinska izolacija cijele kuće, ali i raspoređeno mnogo senzora koji informacijama opskrbljuju vanjski pokazni zaslon, na kojem se mogu isčitati razne informacije o radu i parametrima sustava.

### Fotonaponska elektrana Špansko s praćenjem Sunca
U naselju Špansko u Zagrebu, postavljen je fotonaponski sustav koji prati kretanje Sunca (engl. tracking) snage 7,28 kWp za dobivanje električne energije. Fotonaponski sustav se sastoji od 28 fotonaponskih ploča postavljenih na podkonstrukciju i spojenih serijski u dva niza. Ukupno je instaliran jedan trofazni izmjenjivač istosmjerne u izmjeničnu struju nazivne snage 8 kW. Rješenje o statusu povlaštenog proizvođača električne energije ovaj projekt dobio je 20. prosinca 2011., a ugovor o otkupu električne energije je aktiviran 24. prosinca 2011., te je od tada fotonaponska elektrana u punom pogonu. S obzirom na to da je ovaj projekt fotonaponskog sustava koji prati kretanje Sunca ugrađen u blizini već izgrađenog projekta fotonaponska elektrana Špansko, očekuje se usporedba godišnje proizvedene električne energije iz ova dva fotonaponska sustava. Fotonaponska elektrana Špansko daje oko 1000 kWh/kWp, dok će novo razvijeni fotonaponski sustav koji prati kretanje Sunca dati oko 1400 kWh/kWp, dakle 40 % više električne energije, što će se sustavno provjeravati mjerenjima.

### Fotonaponska elektrana kuća Stilin
Fotonaponska elektrana kuća Stilin sastoji se od 153 fotonaponskih ploča pojedinačne snage 190 W, čime je postignuta ukupna vršna snaga od 29 kW. Fotonaponske ploče postavljene su na krovu Tvornice Jeansa u Zagrebu, te su sve orijentirani prema jugu. Riječ je o polikristalinskim silicijskim modulima s niskim stupnjem degradacije koji imaju garancijski rok 25 godina na snagu 80% od nazivne, a čija će se snaga nakon 12 godina smanjiti najviše za 10%. Svaki izmjenjivač spojen je na zaštitni spojni ormar koji je spojen na HEP-ov priključni ormar s brojilom proizvodnje i potrošnje, kao i zaštitnim uređajima. Očekivanja godišnja proizvodnja iznosi 30 MWh, a povrat investicije očekuje se u roku od 7 godina.

### Fotonaponska elektrana Solvis
Fotonaponska elektrana Solvis nalazi se na južnoj strani zgrade istoimenog proizvođača fotonaponskih ploča u Varaždinu, točnije u gospodarskoj zoni Brezje. Solvis je jedan od svega dva proizvođača fotonaponskih ploča u Hrvatskoj. Ova sunčana elektrana izgrađena je i puštena u pogon 2009., a status povlaštenog proizvođača električne energije dobila je u prosincu 2011. Instalirana snaga joj iznosi 20,6 kW. U svome radu fotonaponska elektrana Solvis je od puštanja u pogon do kraja ožujka 2012. ukupno proizvela 70,15 MWh električne energije. Cijela elektrana sastoji se od 96 fotonaponskih ploča.

### Fotonaponska elektrana Lovrić
Fotonaponska elektrana Lovrić puštena je u pogon u svibnju 2011. u Sikirevcima. Na mrežu je spojeno 9,88 kW, a na krov obiteljske kuće postavljena su 52 fotonaponske ploče pojedinačne snage 190 W monokristalne izvedbe. Na mrežu je elektrana spojena putem trofaznog mrežnog pretvarača (invertera). Cijela investicija iznosila je oko 300 000 kuna, a očekuju se godišnji prihodi od prodaje električne energije od 50 000 kuna.

### Fotonaponska elektrana Oreco
Fotonaponska elektrana Oreco puštena je u pogon u Crikvenici u proljeće 2011., s ukupnom instaliranom snagu 6,12 kW. Sastoji od 34 fotonaponske ploče smještene na krovu obiteljske kuće. Fotonaponske ploče su postavljene na jugozapadnoj strani krova kuće pod kutom 20° i s azimutom 40°.

### Pozdrav Suncu
Pozdrav Suncu je fotonaponska elektrana koja je napravljena kao turistička atrakcija. Smješten pored Morskih orgulja, na samom vrhu zadarskog poluotoka nalazi se Pozdrav Suncu. Ova urbana instalacija ideja je arhitekta Nikole Bašića, a predstavlja model sunčeva sustava s pripadajućim planetima, te je povezana s Morskim orguljama, čiji se zvuk po zalasku Sunca pretvara u svjetlosnu igru. Pozdrav Suncu sastoji se od 300 višeslojnih staklenih ploča postavljenih u istoj razini s kamenim popločenjem rive u obliku kruga, promjera 22 metra. Osim Sunca gledajući od zapadne strane, a poviše Morskih orgulja nalaze se i ostali planeti Sunčevog sustava.